# Eiphosoma gollum
Eiphosoma gollum är en stekelart som beskrevs av Ian D. Gauld 2000. Eiphosoma gollum ingår i släktet Eiphosoma och familjen brokparasitsteklar. Inga underarter finns listade i Catalogue of Life.